# Lamium orientale
Lamium orientale es una especie de fanerógama perteneciente a la familia de las lamiáceas. Se área de distribución va de Turquía a Israel.